# Оно того стоит (песен)
„Оно того стоит“ (на български: Че си струва) е авторска песен на руския певец Николай Носков

## Информация
Песента описва пътуването си до Алтай. Текстът е написан преди окончателното припева: „С неба возвращаться, никогда и никуда в тумане там высоким утром раствориться навсегда остаться здесь и никогда никуда, не возращаться я так желаю“. Преди края на песента е друго четиристишие: „Ты просто поверь, станет Солнце вдруг ближе, ты просто поверь а Луна станет ниже“ Във версия 2014 намалено текста и добавяне на нов текст: „Ты просто ты поверь был день, я сделал лишь шаг вперед ты поверь. я сделал лишь шаг назад“. Същата версия на акордите звучат на цигулките си квартет „Магнетик фентъзи“